# Жджари (Конінський повіт)
Жджари (пол. Żdżary) — село в Польщі, у гміні Старе Място Конінського повіту Великопольського воєводства.
Населення — 649 осіб (2011).
У 1975-1998 роках село належало до Конінського воєводства.

## Демографія
Демографічна структура станом на 31 березня 2011 року:
|          | Загалом | Допрацездатний вік | Працездатний вік | Постпрацездатний вік |
| -------- | ------- | ------------------ | ---------------- | -------------------- |
| Чоловіки | 321     | 86                 | 212              | 23                   |
| Жінки    | 328     | 78                 | 199              | 51                   |
| Разом    | 649     | 164                | 411              | 74                   |